# 伊東愛
伊東 愛（いとう まな、1985年〈昭和60年〉4月23日 - ）は、東京都出身の歌手、女優。浅井企画所属。女性アイドルグループ・SDN48、ダンス&ボーカルユニット・7cm（ナナセンチ）の元メンバー。

## 略歴
- 聖心女子学院初等科・中等科卒業。在学中にスカウト、芸能活動を始めるきっかけとなる。
- 15歳で語学留学の為単身渡米。ゴスペル音楽やブロードウェイを観て感銘を受ける。
- 帰国後インターナショナル・ ハイスクールに通いながら音楽活動を始める。
- 2005年12月16日のテレビドラマ『花より男子』最終回に出演。
- 2007年、GyaO局アナオーディションにてユニライフ賞を受賞。
- 経済産業省非常勤勤務を経て、2010年5月15日からSDN48（2期生）のメンバーとして活動を開始。
- 2011年に行われた『第62回NHK紅白歌合戦』にAKB48グループとして出場。
- 2012年3月、NHKホールで行われた卒業 コンサートにて卒業。
- 2012年12月より卒業した元SDN48メンバー７人とダンスボーカルグループ『7cm』として活動開始。
- 2012年12月、7cm単独ライブ『サンタが渋谷にやってきた?1日遅れのクリスマスパーティー?』渋谷VUENOSで開催。
- 2014年1月12日、CD『7cm』を発売。
- 2014年5月7cm単独ライブ『7cm 1st Anniversary?Judgement?』代官山UNIT『7cm』CD売り上げ3000枚達成ライブが開催された。
- 2014年7月より『7cm』は伊東愛、今吉めぐみ、細田海友の3人での活動。
- 2014年11月15日、音楽劇「赤毛のアン」主演のアンシャーリー役に抜擢された。
- 2014年12月31日、『7cm』卒業。ソロとして音楽、舞台への活動を始める。
- 2016年4月よりマッコリ名誉広報大使に任命され、ソウルガールズコレクションにゲストとしてライブ、2017年にはBLUE NOTE東京やニューヨークで開催されたJAPAN FES.にも出演している。
- 2018年3月、音楽・語学を学びに単身ニューヨークへ渡り、ブロードウェイミュージカル「コーラスライン」の演出家のBaayork Lee（バイヨーク・リー）主催National Asian  Artist  Projectに加入しミュージカルや本場のゴスペルを学び活動拠点を国際的に広げる。
- 2019年に上演された世界の巨匠たちと大阪府そしてクールジャパンによる超大作「KEREN」で主演のOKUNI役に抜擢され、全183公演に出演し150名以上のカンパニーの座長を務めた。
- 2020年7月3日付の「東京カレンダー」のインタビュー記事に注目が集まり話題に。

## 人物
- SDN48メンバーの中において1番のセレブ一家に育つ、品があり、お嬢様オーラが出ている[1]。
- ハワイは第二の故郷と呼び、アメリカ人の祖母が住んでいる。愛はクォーターである[2]。
- 高校一年のとき、アメリカに留学経験があるので、英語は堪能に話す。
- 学生時代の部活はバスケットボール部[3]。
- マイケル・ジャクソン研究もしている[4]。
- ミュージカルの楽曲も好きで歌う[5]。

## 出演

### 舞台
- 日本総狂宴ステージ「KEREN」（2019年2月～8月、COOL JAPAN OSAKA WWホール）- 主演・OKUNI役
- 「音楽劇赤毛のアン」（2014年・2015年、東京国際フォーラム）-  主演・アンシャーリー役
- 「桂由美物語～誰が着るんだろうこのウェディングドレス～」（2016年、日本橋三井ホール）
- 「新幹線お掃除の天使たち」（2013年3月、AiiA THEATRE） - アマンダ役
- 「Kiss Me You～がんばったシンプー達へ～」（2013年5月、新国立劇場）- 木村幸子役
- 朗読劇「しっぽのなかまたち3」（2013年11月、天王洲銀河劇場）
- 「MOTHER～特攻の母  鳥濱トメ物語～」（2012年9月、新国立劇場）- 鳥濱美阿子役
- 「ミュージカル『GO,JET!GO!GO!Vol.2 ～浮気なＪＥＴのパレットキャット～』」（2013年）- 早紀役
- 「ミュージカル『GO,JET!GO!GO!Vol.6 ～追憶のブルージーン・クリスマス～』」 (2012年) - 里奈役
- 「ミュージカル『GO,JET!GO!GO!vol.5 ～涙のドライマティーニ　ガールズにライバル出現！？』」（2012年）- ヘレン役

### テレビ
- ドラマ25 デッドストック～未知への挑戦～ #10（テレビ東京）
- 粋男流儀～遊びの美学～（BSフジ）
- NIKKEIプラスワンを見てみよう（BSジャパン）
- 土曜ワイド劇場「火災調査官・紅蓮次郎」（テレビ朝日）
- 金曜8時のドラマ『新・刑事吉永誠一』（テレビ東京）- 第６話ゲスト牧村茜役
- めちゃ×2イケてるッ!！（フジテレビ）
- 爆笑SHOWバトル（日本テレビ）
- すっぽんの女たち2（2011年4月6日 - 2012年3月28日、テレビ朝日）
- さんまのスーパーからくりTV(TBS)
- すっぽんの女たち（2010年6月2日 - 2011年3月30日、テレビ朝日）
- 「ごくせん」3シリーズ（日本テレビ）最終話
- 「花より男子」(TBS)
- クイズ！紳介くん（朝日放送）

### 映画
- 日韓合作映画「つむぐもの」（2016年3月）- 井上麻里役

### ラジオ
- FM FUJI 『ニホンのナカミ』
- Wallop Vanilla Zone Dream Dream Dream　2014/6～2015/3　木曜日担当
- 峰竜太のミネスタ（ラジオ日本）
- 宮川賢の日曜！えぴきゅりあん（ラジオ日本）
- 僕も私もジャイアンツナイター（ラジオ日本）
- ゴチャ・まぜっ！火曜日（MBSラジオ）
- 電磁マシマシ（CBCラジオ）
- Listen？～Live 4 Life～（文化放送）

## 作品

### CD&DVD
- SDN48「アンダーガールズ」名義
  - 佐渡へ渡る
  - 天国のドアは3回目のベルで開く
  - おねだりシャンパン
  - カシャーサで自白する
  - クリクリ

- SDN48 1st Stage「誘惑のガーター」公演
  - Black boy
  - オールイン

- 2012/02/28 - 初愛～first love～
- 2014/1/12  『 7cm 』

## LIVE
- 2018/12/08 「OMORO NIGHT　Vol.３」＠六本木ＢＵＲＬＥＳＱＵＥ
- 2017/07/05 Yumi Fujikoso presents acoustic live "私の願い
- 2016/05/06『10th Fashion×Concert Seoul Girls CollectionのSGCsuper live』
- 2015/06/13  Masami Kouchi Final Stage ～the grateful finale～
- 2014/12/31　7ｃｍ2nd season　卒業ライブ
- 2014/07/11『NEXT STAGE～キラメク明日～』　7ｃｍ　卒業ライブ
- 2014/05/04『7cmワンマンLIVE 1st Anniversary -Judgement-』　CD『7cm』3000枚達成
- 2013/05/25「思い出せる君たちへ」～AKB48グループ全公演～ SDN1st『誘惑のガーター』公演 （TOKYO DOME CITY HALL）
- 2013/02/10 episode ZERO ～JUST DO IT～
- 2012/07/15 【海の灯まつりinお台場2012】ミニライブ
- 2012/05/15「見逃した君たちへ2」～AKB48グループ全公演～ SDN1st『誘惑のガーター』公演 （TOKYO DOME CITY HALL）
- 2012/03/31　SDN48コンサート「NEXT ENCORE」in NHKホール
- 2011/05/27 見逃した君たちへ～AKB48グループ全公演～ SDN1st『誘惑のガーター』公演 （TOKYO DOME CITY HALL）